# Borgoricco
Borgoricco é uma comuna italiana da região do Vêneto, da província de Pádua, com cerca de 8.163 habitantes (2008). Estende-se por uma área de 20,49 km², tendo uma densidade populacional de 386,77 hab/km². Faz fronteira com Campodarsego, Camposampiero, Massanzago, San Giorgio delle Pertiche, Santa Maria di Sala (VE), Villanova di Camposampiero.

## Demografia
| Variação demográfica do município entre 1861 e 2011                               |
|                                                                                   |
| Fonte: Istituto Nazionale di Statistica (ISTAT) - Elaboração gráfica da Wikipedia |